# Autodromo Alé
De Autodromo Alé of Rampini Alé is een minibus geproduceerd van 1999 tot 2003 door de Italiaanse busfabrikant CAM en vanaf 2003 door de Italiaanse busfabrikant Rampini. Toen in 2003 CAM failliet ging, nam Rampini de productie en de ontwerpen van de Alé over.

## Versies
Er zijn drie versies van de Alé. Iedere versie heeft een andere brandstofaandrijving.
- Alé EEV; dieselbus
- Alé EL; elektrische bus
- Alé HY; brandstofcelbus

Er waren ooit plannen om een cng-versie te maken. Echter zijn die plannen niet doorgegaan.

## Technische specificaties
|                    | Alé EEV          | Alé EL                                | Alé HY                                |
| ------------------ | ---------------- | ------------------------------------- | ------------------------------------- |
| Lengte             | 7 720 mm         | 7 720 mm                              | 7 720 mm                              |
| Breedte            | 2 200 mm         | 2 200 mm                              | 2 200 mm                              |
| Hoogte             | 2 345 mm         | 3 050 mm                              | 3 180 mm                              |
| Wielbasis          | 3 675 mm         | 3 675 mm                              | 3 675 mm                              |
| Vooroverbouw       | 1 700 mm         | 1 700 mm                              | 1 700 mm                              |
| Achteroverbouw     | 2 345 mm         | 2 345 mm                              | 2 345 mm                              |
| Draaicirkel        | 12,6 m           | 12,6 m                                | 12,6 m                                |
| Aantal deuren      | 3 (optioneel: 2) | 3 (optioneel: 2)                      | 3 (optioneel: 2)                      |
| Aandrijfsysteem    | Dieselmotor      | Batterijen                            | Siemens Brandstofcel                  |
| Motor              | MAN D0834 LOH60  | Siemens drie fase synchroon 85/150 kW | Siemens drie fase synchroon 85/150 kW |
| Inverter           | n.v.t.           | Siemens DC-DC/IGBT Mono inverter      | Siemens DC-DC/IGBT Mono inverter      |
| Zitplaatsen1       | 8                | 9                                     | 9                                     |
| Staanplaatsen1     | 37               | 33                                    | 33                                    |
| Rolstoelplaatsen   | 1                | 1                                     | 1                                     |
| Totaal capaciteit2 | 47               | 44                                    | 44                                    |

1 = Afhankelijk van de indeling en aantal deuren; 2 = incl. chauffeur

## Inzet
De meeste exemplaren van de Alé zijn geleverd aan een aantal vervoerbedrijven in Italië. Daarnaast zijn verschillende exemplaren geëxporteerd naar onder andere Frankrijk en Oostenrijk.
| Bedrijf                                 | Type              | Serie       | Aantal    | Inzet         | Opmerking | Afbeelding |
| Duitsland                               | Duitsland         | Duitsland   | Duitsland | Duitsland     | Duitsland | Duitsland  |
| --------------------------------------- | ----------------- | ----------- | --------- | ------------- | --- | ---------- |
| Verkehrsbetriebe Hamburg-Holstein (VHH) | Autodromo Alé EL  | 1449, 1649  | 2         | Hamburg       | |            |
| Italië                                  |                   |             |           |               | |            |
| ACT                                     | Autodromo Alé EEV | 1233 - 1234 | 2         | Reggio Emilia | |            |
| ACT                                     | Autodromo Alé EEV | 1243-1244   | 2         | Reggio Emilia | |            |
| ACT                                     | Autodromo Alé HY  | 1518 - 1522 | 5         | Reggio Emilia | |            |
| ACT                                     | Autodromo Alé HY  | 1557 - 1563 | 7         | Reggio Emilia | |            |
| AMT                                     | Autodromo Alé EL  | 5101 - 5105 | 5         | Genua         | |            |
| AMT                                     | Autodromo Alé EEV | 5201-5225   | 25        | Genua         | 5206, 5217, 5219 en 5221 zijn na een brand gesloopt |            |
| APS                                     | Autodromo Alé HY  | 220 - 221   | 2         | Padua         | |            |
| ATAC                                    | Rampini Alé EEV   | 1721 - 1799 | 79        | Rome          | Bussen hebben 2 deuren |            |
| ATAC                                    | Rampini Alé EEV   | 7401 - 7426 | 26        | Rome          | Bussen hebben 3 deuren |            |
| ATAF                                    | Rampini Alé EEV   | 316 - 320   | 5         | Florence      | 316 - 317 hebben 2 deuren 318 - 320 hebben 3 deuren |            |
| Nederland                               |                   |             |           |               | |            |
| HTMbuzz                                 | Rampini Alé EL    | 8311        | 1         | Den Haag      | Reed tussen 29 mei en 17 juni 2017 rond als testbus rond in Den Haag (reed niet op de reizigersdienst). Deze bus is geen eigendom van HTMbuzz. maar van Wiener Linien, welke tijdelijk gehuurd werd door HTMbuzz. |            |
| U-OV (Qbuzz)                            | Rampini Alé EL    | 8311        | 1         | Utrecht       | Reed tussen 19 juni en 30 juni 2017 rond als testbus rond in Utrecht (reed niet op de reizigersdienst). Deze bus is geen eigendom van U-OV. maar van Wiener Linien, welke tijdelijk gehuurd werd door U-OV.       |            |
| Oostenrijk                              |                   |             |           |               | |            |
| Wiener Linien                           | Rampini Alé EL    | 8301 - 8312 | 12        | Wenen         | Bus 8311 heeft tijdelijk van 29 mei tot en met 30 juni 2017 als testbus in Utrecht en Den Haag gereden. |            |

## Trivia
- Veel bedrijven en websites, waaronder de Italiaanse Wikipedia, schrijven de naam van de bus als Alè. De fabrikant zelf schrijft echter de naam van de bus als Alé.